# 黑顶琵嘴鸭
黑顶琵嘴鸭（学名：Spatula rhynchotis）是雁形目鸭科的一种鸟类。

## 特征
黑顶琵嘴鸭体重约638.96克，翼长约224.2毫米，嘴峰长约63.8毫米，喙宽度约19.4毫米，喙厚度约17.4毫米，跗蹠长约30.8毫米，尾长约71毫米。黑顶琵嘴鸭在其分布区内为留鸟，其栖息在开放的湖泊、沼泽等湿地环境中，食性为肉食性，主要食物来源是水生动物。

## 分布
澳大利亚西南部和东部、塔斯马尼亚和新西兰。